# 94. Internationale Sechstagefahrt
Die 94. Internationale Sechstagefahrt war die Mannschaftsweltmeisterschaft im Endurosport und fand vom 11. bis 16. November 2019 im portugiesischen Portimão und der Algarve statt. Die Nationalmannschaft der USA konnte zum zweiten Mal die World Trophy gewinnen. Die Nationalmannschaft Australiens gewann zum dritten Mal die Junior World Trophy. Die Women’s World Trophy gewann zum zweiten Mal die Nationalmannschaft der USA.

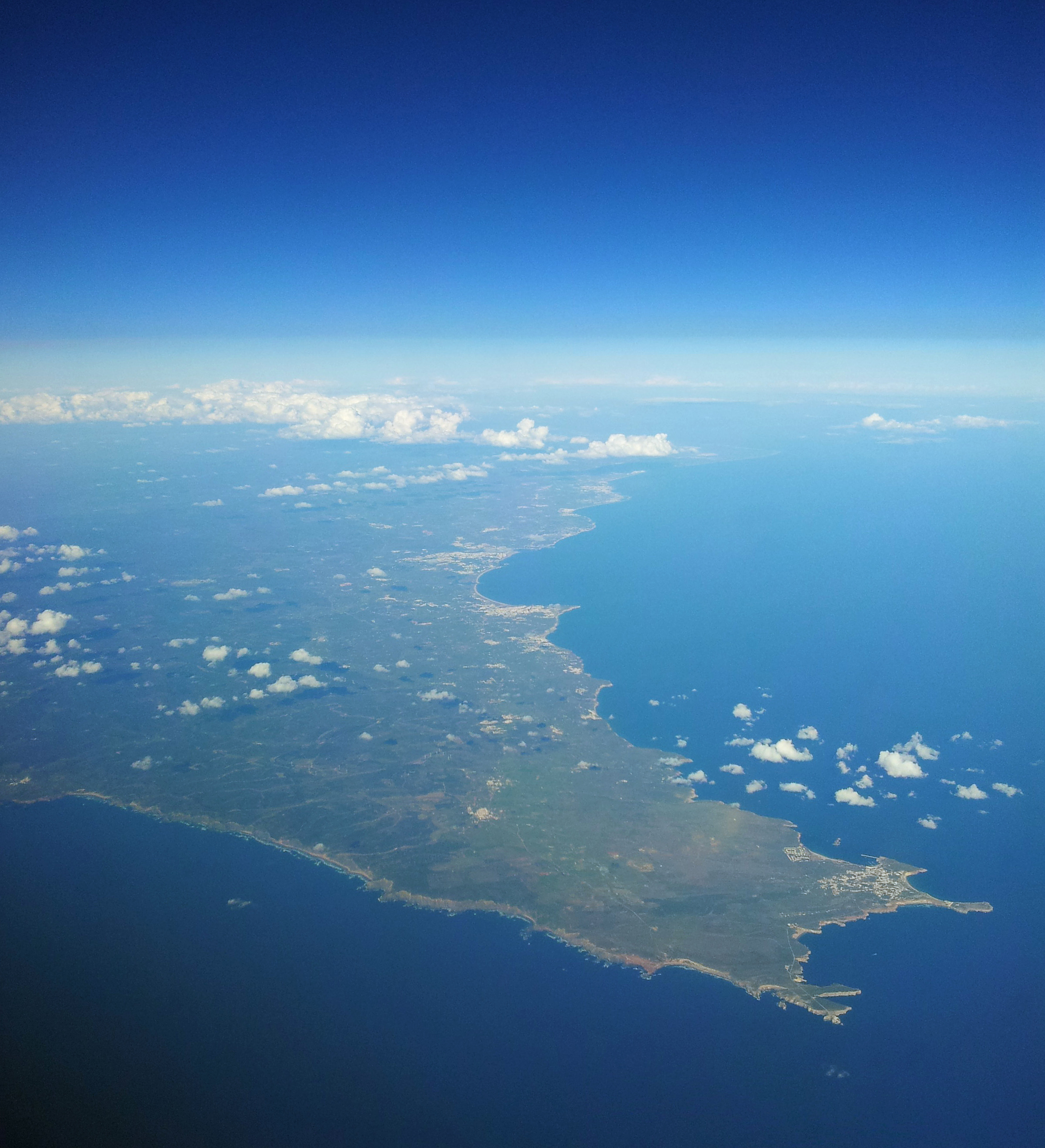
Die Algarveküste aus der Luft.
Etwa in Bildmitte Portimão, Start- und Zielort der einzelnen Etappen

## Wettkampf

### Organisation

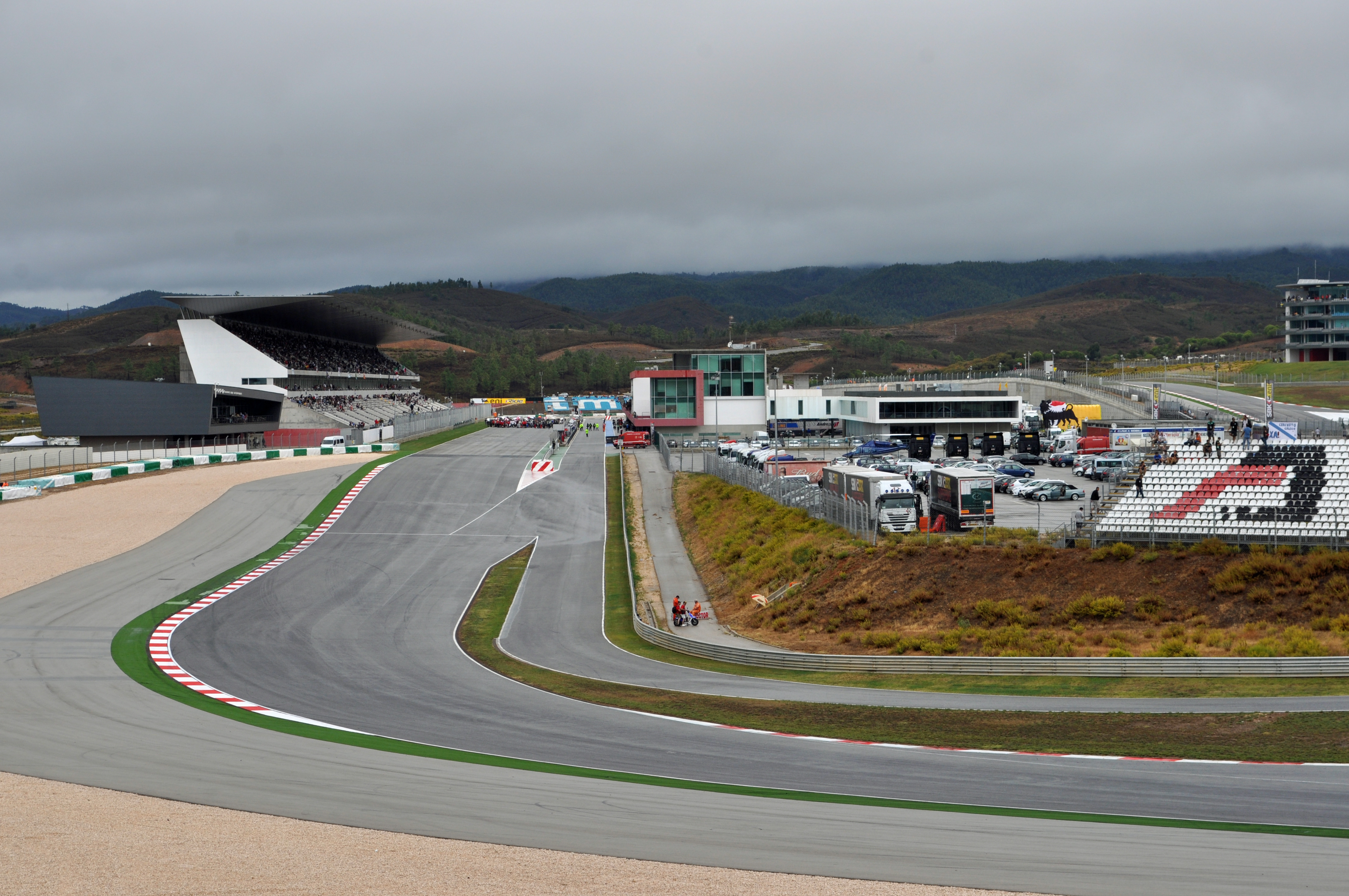
Haupttribüne im Start- und Zielbereich des Autódromo Internacional do Algarve (2012)

Die Veranstaltung wurde zum dritten Mal in Portugal ausgetragen, nachdem bereits die 74. (1999) und 84. Internationale Sechstagefahrt (2009) an das Land vergeben wurden.
Das Fahrerlager sowie der Parc fermé waren auf dem Autódromo Internacional do Algarve untergebracht.
Am Wettkampf nahmen 17 Teams für die World Trophy, 14 für die Junior Trophy, neun für die Women’s Trophy und 124 Clubteams aus insgesamt 32 Nationen teil.
Deutschland nahm an der World Trophy, Junior Trophy, Women’s Trophy sowie mit neun Clubmannschaften teil. Zudem war eine gemischtnationale portugiesisch-deutsche Clubmannschaft am Start. Die Schweiz nahm an der World Trophy sowie mit einer Clubmannschaft teil. Zudem nahm eine gemischtnationale spanisch-schweizerische Clubmannschaft teil. Fahrer aus Österreich waren nicht am Start.
Zum vierten Mal seit 2016 wurde parallel (13. bis 16. November) die Vintage Trophy ausgetragen. Dabei konnten Fahrer in fünf Klassen mit Motorrädern bis Baujahr 1986 teilnehmen. Die Nationalmannschaften mussten nicht genannt werden. Bedingung für eine Teilnahme waren drei Fahrer aus drei unterschiedlichen Klassen (außer EVO 86). Die drei zeitschnellsten Fahrer je Land wurden automatisch als Mannschaft gewertet.
Neu war in diesem Jahr die Vintage Veterans Trophy innerhalb dieses Wettbewerbs. Dabei wurden drei Fahrer eines jeden Landes benannt die mindestens 50 Jahre alt waren und in zwei unterschiedlichen Klassen (außer EVO 86) starteten.

### 1. Tag
Die Etappe des ersten Fahrtags war ein zweimal zu durchfahrender Rundkurs über insgesamt 279 Kilometer. In deren Verlauf waren sieben Sonderprüfungen zu fahren.
Nach dem ersten Fahrtag führte in der World-Trophy-Wertung das Team aus Australien vor den USA und Italien. Das deutsche Team lag auf dem 8., das Schweizer Team auf dem 14. Platz.
In der Junior-World-Trophy-Wertung führte das australische Team vor den USA und Frankreich. Im deutschen Team schied Mike Kunzelmann nach Zeitüberschreitung infolge eines technischen Defektes seines Motorrads aus der Wertung. Für das Team bedeutete dies den 14. und damit letzten Platz.
In der Women’s World Trophy führte das deutsche Team vor den Mannschaften aus den USA und Australien.
Die Clubwertung führte der XC GEAR vor TEAM LOZERE AMV 4 und AMA District 37. Beste deutsche Clubmannschaft war das Team DMSB 1-ADAC Württemberg auf dem 24. Platz. Das Schweizer Team O'BIGODE lag auf dem 54. Platz.

### 2. Tag
Die Strecke des zweiten Fahrtags war die gleiche des Vortags, inklusive der Sonderprüfungen. Bei den Clubfahrern wurde die Etappe in der zweiten Runde abgebrochen: An einer Auffahrt kam es zu dichtem Gedränge mit über 100 Fahrern, was eine Weiterfahrt unmöglich machte.
Die World-Trophy-Wertung führte wie am Vortag das Team aus Australien vor den USA und Italien an. Das deutsche Team lag weiter auf dem 8. Platz, das Schweizer Team rutschte auf den 15. Platz ab.
In der Junior-World-Trophy-Wertung führte das australische Team vor den USA und Italien. Das deutsche Team lag weiter auf dem 14. Platz.
In der Women’s World Trophy führte das Team der USA vor den Mannschaften aus Deutschland und Australien.
Die Clubwertung führte XC GEAR vor TEAM LOZERE AMV 4 und TEAM ITALY. Das Team DMSB 1-ADAC Württemberg verbesserte sich auf den 22. Platz. Das Schweizer Team O'BIGODE verbesserte sich auf den 50. Platz.

### 3. Tag
Die dritte Tagesetappe führte in den Norden von Portimão. In zwei identischen Runden waren insgesamt 266 Kilometer sowie sieben Sonderprüfungen zu absolvieren. In der Nacht zuvor hatte es stark geregnet, nach dem Start blieb der Tag dann niederschlagsfrei.
In der World-Trophy-Wertung führte das Team aus den USA vor Australien und Italien. Das deutsche Team verbesserte sich auf den 7., das Schweizer Team  auf den 14. Platz.
Die Junior-World-Trophy-Wertung führte weiter das australische Team vor den USA und Italien an. Das deutsche Team lag unverändert auf dem 14. Platz.
In der Women’s World Trophy führte das Team aus den USA vor den Mannschaften Australiens und Großbritanniens. Das deutsche Team rutschte auf dem 5. Platz ab.
Die Clubwertung führte wie am Vortag XC GEAR vor TEAM LOZERE AMV 4 und TEAM ITALY. Das Team DMSB 1-ADAC Württemberg verbesserte sich auf den 19. Platz. Das Schweizer Team O'BIGODE fiel nach dem Ausfall von Damian Udry auf den 84. Platz zurück.
Am dritten Tag fand parallel die Technische Abnahme der Motorräder für die Vintage Trophy statt. Der Wettbewerb begann am Folgetag.

### 4. Tag
Am vierten Tag wurde dieselbe Strecke wie am Vortag gefahren. Das Wetter war regnerisch.
Am Ende des vierten Fahrtags führte in der World-Trophy-Wertung weiter unverändert das Team aus den USA vor Australien und Italien. Das deutsche Team lag unverändert auf dem 7. Platz, das Schweizer Team verbesserte sich auf den 13. Platz.
In der Junior-World-Trophy-Wertung führte nach wie vor das australische Team vor den USA und Italien an. Das deutsche Team hatte mit Jan Allers den zweiten Fahrerausfall zu verzeichnen: Den elektrischen Defekt an seiner Maschine konnte er nicht mehr innerhalb der Zeit beheben und schied damit aus. das Team lag unverändert auf dem 14. Platz.
In der Women’s World Trophy lag das Team der USA vor den Mannschaften aus Großbritannien und Deutschland.
Die Clubwertung führte XC GEAR vor TEAM LOZERE AMV 4 und TEAM CLUB RFME 1 an. Das Team DMSB 1-ADAC Württemberg lag unverändert auf dem 19. Platz. Das Schweizer Team O'BIGODE verbesserte sich auf den 81. Platz.
Am vierten Tag startete die Vintage Trophy. Die Tagesetappe wurde aber aufgrund des starken Regens abgebrochen.

### 5. Tag
Die fünfte Tagesetappe führte wieder in zwei identischen Runden über insgesamt 283,8 Kilometer und beinhaltete auch Sonderprüfungen.
Die Zwischenstände nach dem fünften Fahrtag: In der World-Trophy-Wertung führte weiter das Team aus den USA vor Australien und Italien. Das deutsche Team lag weiter unverändert auf dem 7. Platz, das Schweizer Team verbesserte sich auf den 12. Platz.
In der Junior World Trophy führte weiter das australische Team vor den USA und Italien. Das deutsche Team lag weiter unverändert auf dem 14. Platz.
In der Women’s World Trophy führte das Team der USA vor den Mannschaften aus Deutschland und Großbritannien.
Die Clubwertung führte wie am Vortag der XC GEAR vor TEAM LOZERE AMV 4 und TEAM CLUB RFME 1. Das Team DMSB 1-ADAC Württemberg verbesserte sich auf den 16. Platz. Das Schweizer Team O'BIGODE verbesserte sich auf den 50. Platz.

### 6. Tag
Am letzten Tag wurde keine Etappe gefahren. Das Abschlussrennen war eine Motocrosstest mit kurzen Asphaltpassagen und fand auf dem Autódromo Internacional do Algarve statt.

## Endergebnisse

### World Trophy
| Platz | Team                   | Zeit        |
| ----- | ---------------------- | ----------- |
| 1.    | Vereinigte Staaten     | 13:44:17,77 |
| 2.    | Australien             | 13:46:03,11 |
| 3.    | Italien                | 13:56:55,27 |
| 4.    | Spanien                | 14:01:10,82 |
| 5.    | Finnland               | 14:06:31,78 |
| 6.    | Frankreich             | 14:09:12,43 |
| 7.    | Deutschland            | 14:23:30,67 |
| 8.    | Schweden               | 14:24:33,01 |
| 9.    | Portugal               | 14:33:26,37 |
| 10.   | Belgien                | 14:55:21,83 |
| 11.   | Polen                  | 15:04:18,69 |
| 12.   | Schweiz                | 15:21:59,03 |
| 13.   | Japan                  | 15:23:28,14 |
| 14.   | Norwegen               | 15:27:38,86 |
| 15.   | Ungarn                 | 16:57:23,05 |
| 16.   | Brasilien              | 17:45:55,94 |
| 17.   | Vereinigtes Königreich | 29:46:41,65 |

### Junior World Trophy
| Platz | Team                   | Zeit        |
| ----- | ---------------------- | ----------- |
| 1.    | Australien             | 13:57:03,10 |
| 2.    | Vereinigte Staaten     | 14:06:17,04 |
| 3.    | Spanien                | 14:25:52,41 |
| 4.    | Portugal               | 15:14:38,75 |
| 5.    | Belgien                | 15:20:12,40 |
| 6.    | Chile                  | 15:20:27,81 |
| 7.    | Kanada                 | 16:04:49,94 |
| 8.    | Italien                | 19:02:00,19 |
| 9.    | Frankreich             | 21:03:25,85 |
| 10.   | Vereinigtes Königreich | 21:13:15,69 |
| 11.   | Finnland               | 23:27:30,62 |
| 12.   | Schweden               | 25:26:18,14 |
| 13.   | Brasilien              | 25:37:08,64 |
| 14.   | Deutschland            | 34:41:49,71 |

### Women’s World Trophy
| Platz | Team                   | Zeit        |
| ----- | ---------------------- | ----------- |
| 1.    | Vereinigte Staaten     | 10:17:02,79 |
| 2.    | Deutschland            | 10:25:54,00 |
| 3.    | Vereinigtes Königreich | 10:35:58,52 |
| 4.    | Schweden               | 10:54:11,50 |
| 5.    | Spanien                | 10:59:37,55 |
| 6.    | Portugal               | 11:11:09,00 |
| 7.    | Kanada                 | 11:21:29,39 |
| 8.    | Australien             | 17:02:19,28 |
| 9.    | Norwegen               | 30:02:21,83 |

### Club Team Award
| Platz                      | Team                                         | Zeit        |
| -------------------------- | -------------------------------------------- | ----------- |
| 1.                         | XC Gear                                      | 12:30:17,01 |
| 2.                         | TEAM LOZERE AMV 4                            | 12:48:20,06 |
| 3.                         | TEAM CLUB RFME 1                             | 12:57:23,16 |
| 4.                         | TEAM ITALY                                   | 13:00:42,38 |
| 5.                         | KBS TEAM-CZ                                  | 13:07:54,82 |
| 6.                         | ESTONIAN CLUB TEAM 1                         | 13:12:42,67 |
| 7.                         | KNMV CLUB TEAM 1                             | 13:13:40,26 |
| 8.                         | GAS GAS USA                                  | 13:17:50,03 |
| 9.                         | TEAM WEST SWEDEN 1                           | 13:21:12,75 |
| 10.                        | SLOVNAFT RALLY TEAM                          | 13:22:36,49 |
| 000{\displaystyle \vdots } |                                              |             |
| 16.                        | DMSB 1-ADAC Württemberg                      | 13:41:36,33 |
| 000{\displaystyle \vdots } |                                              |             |
| 26.                        | DMSB 2-ADAC Hessen-Thüringen / Westfalen     | 14:16:08,46 |
| 000{\displaystyle \vdots } |                                              |             |
| 30.                        | DMSB 3-ADAC Sachsen                          | 14:33:42,51 |
| 000{\displaystyle \vdots } |                                              |             |
| 33.                        | DMSB 4-ADAC Mittelrhein                      | 14:54:33,45 |
| 000{\displaystyle \vdots } |                                              |             |
| 42.                        | DESA TEAM                                    | 15:25:12,92 |
| 000{\displaystyle \vdots } |                                              |             |
| 47.                        | DMSB 5-ADAC Berlin-Brandenburg               | 15:34:50,84 |
| 000{\displaystyle \vdots } |                                              |             |
| 73.                        | DMSB 9-ADAC Niedersachsen / Hessen-Thüringen | 20:42:44,37 |
| 000{\displaystyle \vdots } |                                              |             |
| 84.                        | DMSB 7-ADAC Pfalz                            | 23:49:46,06 |
| 85.                        | O'BIGODE                                     | 24:01:19,17 |
| 000{\displaystyle \vdots } |                                              |             |
| 87.                        | DMSB 6-Team Dirtbiker                        | 24:49:11,20 |
| 000{\displaystyle \vdots } |                                              |             |
| 110.                       | Kokas off road                               | 28:38:40,89 |
| 000{\displaystyle \vdots } |                                              |             |
| 115.                       | DMSB 8-ADAC Nordrhein                        | 29:38:27,82 |

### Manufacturer’s Team Award
| Platz | Team                | Zeit        |
| ----- | ------------------- | ----------- |
| 1.    | KTM 1               | 13:39:35,46 |
| 2.    | KTM 2               | 13:54:11,11 |
| 3.    | Honda 1             | 14:04:37,73 |
| 4.    | Husqvarna 3         | 14:19:59,91 |
| 5.    | Honda 2             | 14:49:07,62 |
| 6.    | TM                  | 18:48:25,60 |
| 7.    | KTM 3               | 19:00:59,36 |
| 8.    | Husqvarna 1         | 22:48:48,05 |
| 9.    | Husqvarna 2         | 23:02:45,25 |
| 10.   | Sherco Factory Team | 34:40:51,37 |

### Einzelwertung
| Klasse | Starter | Gold | Silber | Bronze | ohne Medaille | Ausfall/Disqualifikation | Klassensieger (Motorrad)   | Zeit       |
| ------ | ------- | ---- | ------ | ------ | ------------- | ------------------------ | -------------------------- | ---------- |
| E1 (a) | 41      | 20   | 13     | 3      |               | 5                        | Josep Garcia (KTM)         | 4:29:49,36 |
| E2 (b) | 44      | 26   | 9      | 1      |               | 8                        | Taylor Robert (KTM)        | 4:33:18,47 |
| E3 (c) | 25      | 16   | 3      | 2      |               | 4                        | Daniel Sanders (Husqvarna) | 4:28:56,13 |
| EW (d) | 27      | 12   | 5      | 2      | 1             | 7                        | Maria Franke (KTM)         | 5:01:02,56 |
| C1 (a) | 102     | 25   | 33     | 22     | 5             | 17                       | Tyler Medaglia (Kawasaki)  | 4:12:01,37 |
| C2 (b) | 175     | 24   | 66     | 48     | 8             | 29                       | Antoine Meo (Honda)        | 4:05:57,20 |
| C3 (c) | 95      | 17   | 41     | 17     | 6             | 14                       | Cortes Bernat (KTM)        | 4:17:43,10 |
| Gesamt | 509     | 140  | 170    | 95     | 20            | 84                       |                            |            |

### Vintage Trophy
| Platz | Team                                          | Zeit       |
| ----- | --------------------------------------------- | ---------- |
| 1.    | Italien (Sala, Rinaldi, Zamparutti)           | 2:53:03,35 |
| 2.    | Deutschland (Östreich, Steinel, Weber)        | 2:54:41,21 |
| 3.    | Frankreich (de Gueltzl, Neron-Gasnier, Jacob) | 3:27:18,54 |
| 4.    | Kanada (Caggiano, Beaudoin, Tremblay)         | 5:57:32,05 |
| 5.    | Spanien (Vega Penichet, Romans, Salinas)      | 7:05:13,61 |

| Platz | Team                                    | Zeit       |
| ----- | --------------------------------------- | ---------- |
| 1.    | Italien (Sala, Passeri, Rinaldi)        | 2:39:26,95 |
| 2.    | Deutschland (Bossdorf, Steinel, Weber)  | 3:10:28,77 |
| 3.    | Frankreich (Jacob, Deffradas, le Floch) | 4:00:30,90 |

| Klasse    | Starter | Gold | Silber | Bronze | ohne Medaille | Ausfall/Disqualifikation | Klassensieger (Motorrad)     | Zeit       |
| --------- | ------- | ---- | ------ | ------ | ------------- | ------------------------ | ---------------------------- | ---------- |
| C72 (k)   | 9       | 3    | 2      | 1      | 0             | 3                        | Patrick Tremblay (Yamaha)    | 1:28:23,97 |
| C76 (l)   | 13      | 4    | 0      | 5      | 0             | 4                        | Jens Östreich (Puch)         | 1:09:01,61 |
| C79 (m)   | 22      | 3    | 3      | 10     | 2             | 4                        | Giovanni Sala (KTM)          | 58:45,26   |
| C82 (n)   | 47      | 8    | 6      | 19     | 3             | 11                       | Mario Rinaldi (KTM)          | 58:01,19   |
| Evo86 (o) | 24      | 8    | 6      | 6      | 0             | 4                        | Philippe Barthomeuf (Cardel) | 1:00:19,61 |
| Gesamt    | 115     | 26   | 17     | 41     | 5             | 26                       |                              |            |

## Teilnehmer
| Staat                  | World Trophy Team                                                                                        | Junior World Trophy Team                                                        | Women’s World Trophy Team                                                     | Club-Teams |
| ---------------------- | --- | ------------------------------------------------------------------------------- | ----------------------------------------------------------------------------- | --- |
| Andorra                | |                                                                                 |                                                                               | TEAM ANDORRA |
| Argentinien            | |                                                                                 |                                                                               | ARGENTINA 1 (2 Fahrer) (i) ARGENTINA CLUB |
| Australien             | Matthew Phillips (KTM) Daniel Sanders (Husqvarna) Joshua Green (Yamaha) Luke Styke (Yamaha)              | Michael Driscoll (Yamaha) Fraser Higlett (Husqvarna) Lyndon Snodgrass (KMT)     | Tayla Jones (Husqvarna) Jessica Gardiner (Yamaha) Mackenzie Tricker (KTM)     | |
| Belgien                | Jeremy Herinne (Yamaha) Gauthier Lillo (KTM) Jerome Martiny (Husqvarna) Mathias van Hoof (Beta)          | Mika Vanderheyden (Husqvarna) Erik Willems (Husqvarna) Antoine Magain (KTM)     |                                                                               | ENDURO.NL (2 Fahrer) (l) |
| Brasilien              | Jesus Fernandes (Husqvarna) Gustavo Pellin (Husqvarna) Mauricio Fernandes (Husqvarna) Vitor Garcia (MXF) | Bruno Crivilin (Honda) Gabriel Soares (Honda) Nicolas Rodrigues (Honda)         |                                                                               | CLUBE BRASIL |
| Chile                  | | Sebastian Taverne (KTM) Sebastian Pakciarz (Husqvarna) Lucas Valdebenito (Beta) |                                                                               | CHILE Zanardo CHILE 2 |
| Deutschland            | Angus Heidicke (KTM) Edward Hübner (KTM) Robert Riedel (KTM) Björn Feldt (KTM)                           | Yanik Spachmüller (KTM) Jan Allers (KTM) Mike Kunzelmann (KTM)                  | Anne Borchers (Suzuki) Maria Franke (KTM) Selina Schittenhelm (KTM)           | DMSB 1-ADAC Württemberg DMSB 2-ADAC Hessen-Thüringen / Westfalen DMSB 3-ADAC Sachsen DMSB 4-ADAC Mittelrhein DMSB 5-ADAC Berlin-Brandenburg DMSB 6-Team Dirtbiker DMSB 7-ADAC Pfalz DMSB 8-ADAC Nordrhein DMSB 9-ADAC Niedersachsen / Hessen-Thüringen Kokas off road (1 Fahrer) (n)                                                                |
| Estland                | |                                                                                 |                                                                               | ESTONIAN CLUB TEAM 1 (2 Fahrer) (f) |
| Finnland               | Eero Remes (Yamaha) Eemil Pohjola (TM) Roni Kytonen (Husqvarna) Aleksi Jukola (KTM)                      | Antti Hanninen (Husqvarna) Hugo Svard (Yamaha) Lari Jukola (KTM)                |                                                                               | style="font-size:smaller;"\| CLUB HYKOKE DYNASET HYDRAULICS FINLAND |
| Frankreich             | Antoine Basset (Husqvarna) Anthony Geslin (Beta) David Abgrall (Beta) Jeremy Carpentier (Yamaha)         | Theo Espinasse (Sherco) Léo Le Quéré (Sherco) Till de Clercq (Husqvarna)        |                                                                               | CET SPORT CANNES CHICKEN RIDEUSES MC DES ABERS MOTO CLUB ARMORIK TEAM CANTAL TEAM LOZERE AMV 1 TEAM LOZERE AMV 2 TEAM LOZERE AMV 3 TEAM LOZERE AMV 4 |
| Guatemala              | |                                                                                 |                                                                               | MEX-GUA (1 Fahrer) (g) |
| Irland                 | |                                                                                 |                                                                               | FOYLE TEAM IRELAND |
| Israel                 | |                                                                                 |                                                                               | SELLA RACING |
| Italien                | Thomas Oldrati (Honda) Matteo Cavallo (Sherco) Rudy Morini (KTM) Davide Guarneri (Honda)                 | Andrea Verona (TM) Matteo Pavoni (Beta) Claudio Spanu (Husqvarna)               |                                                                               | ABP RACING BBM RACING CARETER ENDUROLOGY ENDURO SANREMO FAST TEAM 1 FAST TEAM 2 (2 Fahrer) (k) GMP TEAM MOTOCLUB LA MARCA TREVIGIANA MOTOCLUB PARINI (2 Fahrer) (m) MOTOCLUB SEBINO MOTOCLUB TREVISO PINO MEDEOT TEAM ITALY TEAM PERINO |
| Japan                  | Manabu Watanabe (Yamaha) Daiki Baba (Yamaha) Tadashi Kugimura (Honda) Takahiro Maehashi (KTM)            |                                                                                 |                                                                               | TEAM NIPPON TEAM NIPPON 160 |
| Kanada                 | | Ryder Heacock (Yamaha) Theo Lepley (KTM) Owen McKill (Husqvarna)                | Melissa Harten (Beta) Shelby Turner (KTM) Jannie Devin-Lamontagne (Husqvarna) | PRO CLUB TEAM |
| Lettland               | |                                                                                 |                                                                               | ESTONIAN CLUB TEAM 1 (1 Fahrer) (f) |
| Mexiko                 | |                                                                                 |                                                                               | ENDURO GUADALAJARA I ENDURO GUADALAJARA II MEXICO I MEXICO II MEX-GUA (2 Fahrer) (g) MONTERREY |
| Niederlande            | |                                                                                 |                                                                               | ENDURO.NL (1 Fahrer) (l) GRIEKSPOOR JTX RACING TEAM KNMV CLUB TEAM 1 KNMV CLUB TEAM 2 MOKUMS TROPHY MOTOCLUB PARINI (1 Fahrer) (m) NILS ROKE-AMCO TEAM TEAM DRENTHE VAMC WPM-WSP |
| Norwegen               | Herman Ask (KTM) Hakon Engan Karlson (Husqvarna) Kevin Burud (KTM) Joachim Omby Jonassen (KTM)           |                                                                                 | Irene Askeland (Sherco) Anita Pedersen (Husqvarna) Viona Thomassen (KTM)      | CLUB TEAM NORWAY |
| Polen                  | Sebastian Krywult (KTM) Rafal Bracik (Honda) Aleksander Bracik (Beta) Dominik Olszowy (KTM)              |                                                                                 |                                                                               | |
| Portugal               | Joao Lourenco (Beta) Diogo Ventura (Honda) Diogo Vieira (Yamaha) Goncalo Reis (GasGas)                   | Tomas Clemente (KTM) Rodrigo Belchior (KTM) Manuel Teixeira (Husqvarna)         | Rita Vieira (Yamaha) Bruna Antunes (KTM) Joana Goncalves (Husqvarna)          | AGDNA racing team ARABAOBRA/STANDEMANUELCOSTA Clube Turres Off Road DALE GAS Kokas off road (2 Fahrer) (n) MACTT MINHO ENDURO TEAM Moto FM/RR Imports OPCAO COMPATIVEL RENT A CAR PORTUGAL JUNIOR CLUB TEAM Team IS3 Portugal |
| San Marino             | |                                                                                 |                                                                               | FAST TEAM 2 (1 Fahrer) (k) |
| Slowakei               | |                                                                                 |                                                                               | BMT GOTTBROS TEAM I BMT GOTTBROSS TEAM II SLOVNAFT RALLY TEAM |
| Spanien                | Kirian Mirabet (Honda) Cristobal Guerrero (Yamaha) Tosha Schareina (Husqvarna) Josep Garcia (KTM)        | Marc Sans (Husqvarna) Sergio Navarro (Husqvarna) Pau Tomas (Beta)               | Mireia Badia (Husqvarna) Aida Castro (Husqvarna) Sandra Gomez (Husqvarna)     | ARGENTINA 1 (1 Fahrer) (i) AZALEA RACING TEAM CASTILLA ENDURO DESA TEAM (2 Fahrer) (h) DON CAMILLO E PEPPONE DPR TEAM GUADARRAMA BOYS LOS BROCOLY MASTERS MC VINAROS/SITGES MOTOS TITAN PONT GRUP AUTOMOTO PONT GRUP AUTOMOTO ORTIZ PTV RACING TEAM I PTV RACING TEAM II (2 Fahrer) (j) PTV RACING TEAM III TEAM CLUB RFME 1 VALSEBIKE KTM CANARIAS |
| Südafrika              | |                                                                                 |                                                                               | De Billot Enduro (2 Fahrer) (o) |
| Schweden               | Albin Norrbin (Husqvarna) Albin Elowson (Husqvarna) Noa Largen (Husqvarna) Rikard Hansson (Husqvarna)    | Max Ahlin (Husqvarna) Joakim Grelsson (KTM) Oskar Ljungstrom (Husqvarna)        | Emelie Karlsson (Yamaha) Martina Reimander (KTM) Emilia Reimander (KTM)       | TEAM OSTRA ENDURO TEAM WEST SWEDEN 1 TEAM WEST SWEDEN 2 |
| Schweiz                | Alexandre Vaudan (Husqvarna) Kelien Michaud (Husqvarna) Jerome Müller (Husqvarna) Luc Hunziker (KTM)     |                                                                                 |                                                                               | DESA TEAM (1 Fahrer) (h) O'BIGODE |
| Tschechien             | |                                                                                 |                                                                               | KBS TEAM-CZ MOTOSPORT BOZKOV TEAM MOTOKROSOVA SKOLA CZ |
| Ungarn                 | Bence Hollo (Sherco) Peter Katai (Husqvarna) Richard Kubik (Sherco) Barnabas Toth (KTM)                  |                                                                                 |                                                                               | ENDURO CLUB TEAM HUNGARY PTV RACING TEAM II (1 Fahrer) (j) |
| Vereinigtes Königreich | Alex Snow (GasGas) Daniel McCanney (TM) Brad Freeman (Beta) Joe Wooton (Husqvarna)                       | Daniel Mundell (Sherco) Alex Walton (Yamaha) Jed Etchells (Sherco)              | Jane Daniels (Husqvarna) Nieve Holmes (GasGas) Rosie Rowett (Husqvarna)       | ARMY MCA DYFED DIRT BIKE A DYFED DIRT BIKE B ELGIN ENDURANCE CLUB HAFREN DIRT BIKE CLUB ISLE OF MAN SMCC MAESTEG MOTORCYCLE CLUB NORMANDY MCC NORTH RIDING ENDURO CLUB SCOTTISH BORDERS ENDURO ... ST GEORGES MCC A TEAM TEAM ST GEORGE WITLEY MCC                                                                                                  |
| Vereinigte Staaten     | Ryan Sipes (KTM) Kailub Russell (KTM) Taylor Robert (KTM) Steward Baylor (KTM)                           | Joshua Toth (KTM) Ben Kelley (KTM) Grant Baylor (KTM)                           | Rebecca Sheets (KTM) Tarah Gieger (Honda) Brandy Richards (KTM)               | AMA District 37 Elizabeth Scott Community Eric Cleveland Memorial GAS GAS USA Missouri Mudders MojoMotoSport XC Gear |

| Staat                  | C72 | C76 | C79 | C82 | EVO86 |
| ---------------------- | --- | --- | --- | --- | --- |
| Australien             | | | Peter Cave (Cagiva) Mike Harding (Cagiva)                                                                | Geoff Ballard (SWM) | Rick Madden (Husqvarna) Ashley Sprenger (Husqvarna) |
| Deutschland            | | Jens Östreich (Beta) Paul Wahl (Maico) | Jürgen Althaus (SWM) Jens Bossdorf (SWM) Hans Hahn (Suzuki) Andreas Mosert (SWM) Johannes Steinel (SWM)  | Tobias Auerswald (Husqvarna) Andreas Holz (Maico) Christian Tesdorff (KTM) Oliver Thomsen (Husqvarna) Uwe Weber (MZ) | Oliver Anger (Husqvarna) Markus Schachtschneider (Kramer) Swen Schiller (Kram-IT) Peter Zink (KTM)                                                                        |
| Frankreich             | | Eric Jacob (Ossa) Jean Somat (Puch Frigerio) | Serge Claval (SWM) Bertrand de Gueltzl (Portal) Bruno Lacrouts (Portal) Jean-Marie Struys (Sachs Nauder) | Allan Amouriq (Honda) Patrice Amouriq (Fantic Motor) Claude Auriac (Peugeot) Philippe Barthomeuf (Cardel) Bernard Decoster (Sachs Nauder) Bernard Deffradas (Husqvarna) Alain Duboc (Husqvarna) Jean-Michel Duverney (Honda) Ludovic Giangregorio (Yamaha) Jean-Marc Hourdel (Cagiva) Pascal le Floch (BPS) Vincent Neron-Gasnier (Kawasaki) Philippe Timi (Husqvarna) Marie-Pierre Vintear (SWM)                         | Luc Gelly (Yamaha) Augusto Ferreira (Yamaha) Patrice Mourges (Cardel) Philippe Vellas (Husqvarna)                                                                         |
| Italien                | Gianluca Corsini (KTM) Marco de Eccher (KTM) Marco Pagnano (KTM) Stefano Perani (KTM) Paolo Sala (Zündapp) | Fabio Balzarini (Grigerio) Walter Cavagna (Puch) Carlo Cavalli (Fantic) Gilberto Citterio (Moto Guzzi) Giulio Gambarini (Husqvarna) Maurizio Radici (Puch) Lorenzo Giorgio Troian (Puch) Alessandro Zamparutti (Puch Frigerio) | Antonio Gallo (Moto Guzzi) Giovanni Sala (KTM)                                                           | Paolo Guido Bregalanti (Fantic) Maurizio Casartelli (Puch) Paolo Devincenti (Kramer) Daniele di Prima (Husqvarna) Raffaele Guasco (Puch) Duato Lanati (Puch) Davide Leonardi (Puch) Luca Leone (SWM) Stefano Passeri (KTM) Gianluca Passoni (AIM) Bruno Pellegrini (Frigerio) Stefano Peroni (Puch) Andrea Rastrelli (Puch) Mario Rinaldi (KTM) Mario Rossi (Honda) Philip Sparer (Maico) Marcello Zamaro (Puch Frigerio) | Pierluigi Mattioli (Husqvarna) Gabriele Mechi (KTM) Mauro Sant (KTM) Ricardo Terranova (Cagiva)                                                                           |
| Kanada                 | Patrick Tremblay (Yamaha)                                                                                  | Frederick Beaudoin (Can-Am) | Joel Lepley (Can-Am)                                                                                     | Lucien Caggiano (Husqvarna) Michel Marcoux (Husqvarna) | Thierry Lacombe (Can-Am)> |
| Niederlande            | | | | Rendondo Boersma (KTM) Jan-Hans Dolfing (Honda) Arend Jan Nijland (KTM) Leo van Waasdijk (Montesa) | Joep Luth (KTM) |
| Portugal               | Joao Paulo Fragoso (BSA)                                                                                   | | Rui Carmo (KTM) Antonio Goncales da Silva (Honda)                                                        | | |
| Spanien                | Carles Salinas (Bultaco) Angel Daniel Varea (Ossa)                                                         | | Alejandro Sanz (Montesa) Enrique Vega Penichet (Montesa)                                                 | Jose Luis Roman (Montesa) | |
| Vereinigtes Königreich | | | Iwan Rees (Suzuki) Sara-Angharad Stobbs (Suzuki) Jonathan Stobbs (KTM)                                   | Ian Barnett (Husqvarna) David Donald (KTM) Gavin Hockey (Husqvarna) Paul Whitehead (Yamaha) | Martin Baker (Husqvarna) Gary Drage (Husqvarna) Andy Elliott (Husqvarna) Steve Finch (Husqvarna) Brian Higgins (Husqvarna) Allen Terry (Husqvarna) Matt Yates (Husqvarna) |
| Vereinigte Staaten     | | | | Fred Hoess (Maico) | |